# Spilosoma luteoradians
Spilosoma luteoradians är en fjärilsart som beskrevs av De Toulgoët 1954. Spilosoma luteoradians ingår i släktet Spilosoma och familjen björnspinnare. Inga underarter finns listade i Catalogue of Life.